# Oligosarcus hepsetus
Oligosarcus hepsetus é uma espécie de peixe sul-americano de água doce.